# Callitris macleayana
Callitris macleayana es una especie de árbol de las coníferas en la familia Cupressaceae (familia de los cipreses), nativo de Australia.

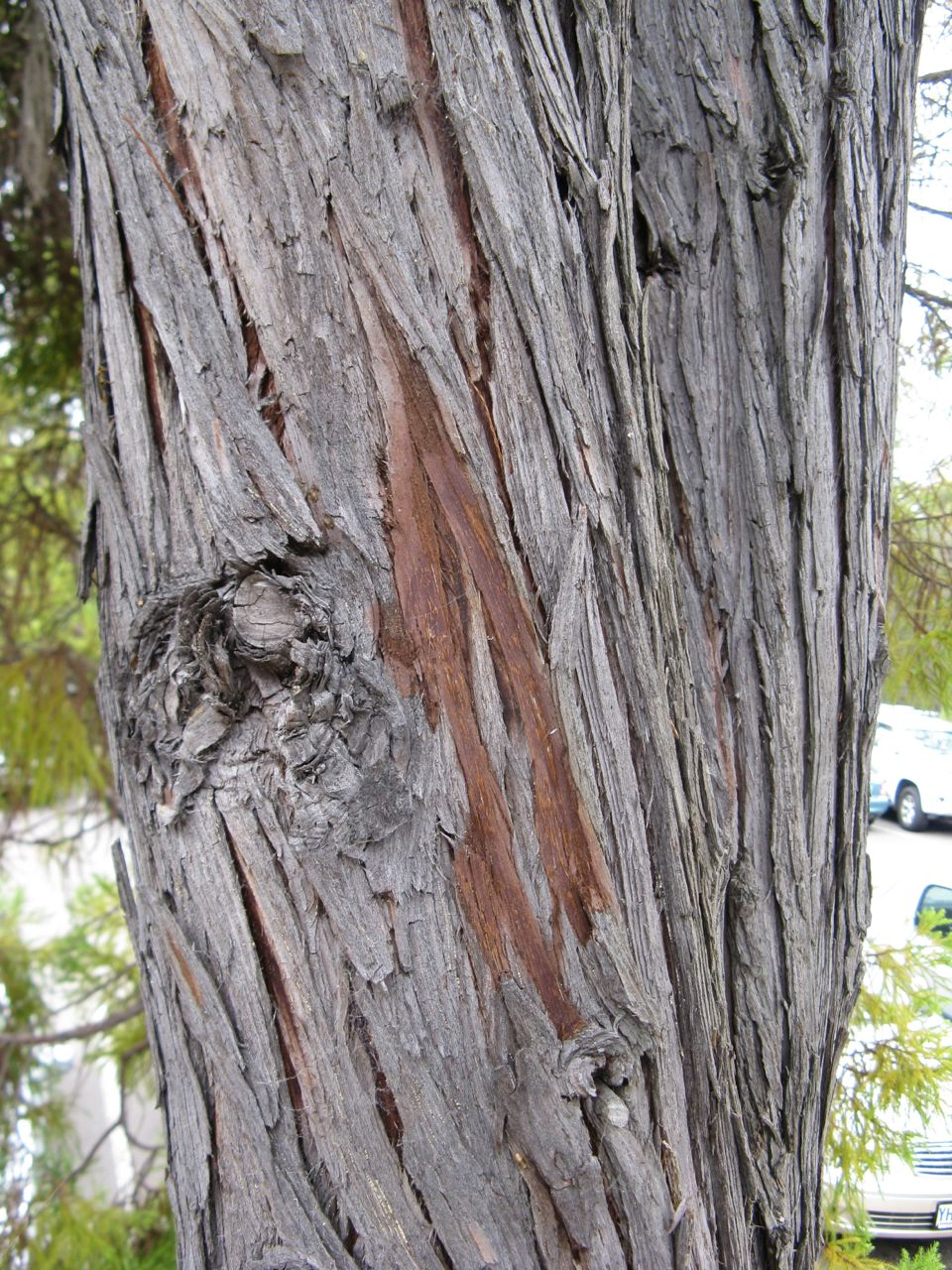
Tronco

## Descripción
Es un árbol recto que alcanza un tamaño de hasta 40 m de altura. La corteza es subfibrosa, surcada. Las ramas extendidas. Las hojas maduras son de 2-3 mm de largo, con la superficie dorsal con quilla aguda; las hojas juveniles de 10-15 mm de largo, puntiagudas. Conos, de 20-30 mm de diámetro, son solitarios en ramillas fructíferas gruesas, permaneciendo en las ramas  largo tiempo después de la madurez.

## Taxonomía
Callitris macleayana fue descrita por (F.Muell.) F.Muell. y publicado en Essay on the plants collected by Mr. Eugene Fitzalan, during Lieut. Smith's expedition to the estuary of the Burdekin 17. 1860.
Etimología
Callitris: nombre genérico que deriva de las palabras griegas: 
kallos que significa "hermosa" y treis = "tres""; a causa de la disposición simétrica de las hojas.
macleayana: epíteto
 Sinonimia
- Callitris parlatorei F.Muell.
- Frenela macleayana (F.Muell.) Parl.
- Frenela parlatorei (F.Muell.) F.Muell.
- Leichhardtia macleayana (F.Muell.) Archer ex Gordon
- Octoclinis macleayana F.Muell.[7]